# Give Kommune
Give Kommune i Vejle Amt blev dannet ved kommunalreformen i 1970. Ved strukturreformen i 2007 blev den indlemmet i Vejle Kommune sammen med Børkop Kommune, Egtved Kommune (undtagen Vester Nebel Sogn, som kom til Kolding Kommune), Jelling Kommune og Grejs Sogn fra Tørring-Uldum Kommune. De matrikler, grundstykker og veje, som omfatter Billund Lufthavn, kom dog til (den nye) Billund Kommune.

## Tidligere kommuner
Give Kommune blev dannet inden kommunalreformen ved frivillig sammenlægning af 5 sognekommuner:
| Kommune    | Folketal september 1965 | Byer          |
| ---------- | ----------------------- | ------------- |
| Gadbjerg   | 1.235                   | Gadbjerg      |
| Give       | 4.052                   | Farre og Give |
| Givskud    | 1.233                   | Givskud       |
| Lindeballe | 711                     |               |
| Ringive    | 1.473                   | Grønbjerg     |
| I alt      | 8.704                   |               |

Ved selve kommunalreformen kom yderligere 2 sognekommuner med i Give Kommune:
| Kommune         | Folketal 1. januar 1970 | Byer                 |
| --------------- | ----------------------- | -------------------- |
| Give            | 8.540                   |                      |
| Øster Nykirke   | 1.601                   | Kollemorten og Vonge |
| Thyregod-Vester | 2.446                   | Thyregod             |
| I alt           | 12.587                  |                      |

Thyregod Sogn afgav 24 matrikler i Hastrup-området til Brande Kommune.

## Sogne
Give Kommune bestod af følgende sogne:
- Gadbjerg Sogn (Tørrild Herred)
- Give Sogn (Nørvang Herred)
- Givskud Sogn (Nørvang Herred)
- Lindeballe Sogn (Tørrild Herred)
- Ringive Sogn (Nørvang Herred)
- Thyregod Sogn (Nørvang Herred)
- Vester Sogn (Nørvang Herred)
- Øster Nykirke Sogn (Nørvang Herred)

## Valgresultater
| 2 | 19 |

| 19 |

| 2 | 2 | 1 | 16 |

| 19 |

| 2 | 4 | 2 | 13 |

| 20 |

| 2 | 1 | 4 | 1 | 13 |

| 16 | 5 |

| 3 | 2 | 4 | 12 |

| 14 | 7 |

| 3 | 1 | 1 | 4 | 1 | 11 |

| 16 | 5 |

| 3 | 1 | 6 | 11 |

| 16 | 5 |

| 3 | 1 | 8 | 9 |

| 17 | 4 |

| 1 | 1 | 2 | 5 | 8 |

| 15 |

## Borgmestre[6]
| Navn                   | Parti      | Periode   |
| ---------------------- | ---------- | --------- |
| Anders Karlskov Jensen | Lokalliste | 1970-1978 |
| Curt Nielsen           | Lokalliste | 1978-1998 |
| Villy Dahl Johansen    | Lokalliste | 1998-2006 |